# Sustrato (material)
Sustrato es un término utilizado en ciencia de materiales e ingeniería de materiales para describir el material base sobre el que se lleva a cabo el procesamiento. Esta superficie podría usarse para producir nuevas películas o capas de material, como recubrimientos depositados. Pudiendo ser la base a la que se une la pintura, los adhesivos o la cinta adhesiva.
Un sustrato puede ser flexibles o rígidos, como metal, hormigón o vidrio, sobre el que se puede depositar un revestimiento. En todos los procesos de recubrimiento, la condición de la superficie del sustrato puede afectar fuertemente la unión de las capas posteriores. Esto puede incluir limpieza, suavidad, energía superficial, humedad, etc. Algunos sustratos son anisotrópicos y las propiedades de la superficie son diferentes según la dirección, como la madera y papel.
Al diseñar un producto, los sustratos se eligen tomando en cuenta el rendimiento, la estética o el peso, lo que condiciona la geometría de la junta de unión. Por lo que, al elegir el adhesivo, es necesario conocer la dinámica entre el adhesivo y las superficies de los sustratos, dada la posibilidad de una reacción química no deseada.

## Sustrato vs. superficie
"Sustrato" y "superficie" pueden referirse al material de los elementos a unirse. El sustrato comprende todas las propiedades del material: tanto internas (flexibilidad y amortiguación de vibraciones) como superficiales (resistencia a la abrasión y textura). Los términos "sustrato" y "superficie" se los usa como sinónimos cuando se habla de uniones adhesivas y se refieren a la parte que se une. La superficie de sustrato se puede comportar de manera muy distinta al material que lo constituye, por ejemplo, en un metal pintado, la "superficie" sería la pintura.

## Recubrimientos
El recubrimiento puede ser por una variedad de procesos:
- Adhesivos y Cintas adhesivas[3]
- Procesos de recubrimiento e impresión
- Deposición química de vapor y deposición física de vapor
- Recubrimiento de conversión

- Anodización
- Recubrimiento de conversión de cromato
- Oxidación electrolítica de plasma
- Fosfato (recubrimiento)

- Pintura

- Pintura de esmalte
- Recubrimiento en polvo
- Recubrimiento industrial
- pintura mineral de silicato
- Revestimiento epoxi adherido por fusión (revestimiento) FBE)

- Decapado y aceitado, un tipo de revestimiento de chapa de acero.
- Enchapado

- Recubrimiento sin electrodos
- Recubrimiento electroquímico

- Recubrimientos de polímeros, como el teflón
- Materiales depositados al vacío o pulverizados
- Esmalte (vítreo)

En óptica, el vidrio se puede utilizar como sustrato para un revestimiento óptico, ya sea un revestimiento antirreflectante para reducir el reflejo o un revestimiento de espejo para mejorarlo.
Un sustrato también puede ser una superficie diseñada donde ocurre un proceso natural o no intencionado, como en:
- Incrustación
- Corrosión
- Bioincrustación
- Catálisis heterogénea
- Adsorción